# Ли Рок 2
«Ли Рок 2» (иер. трад. 五億探長雷洛傳II之父子情仇, англ. Lee Rock II) — гонконгский фильм 1991 года, снятый режиссёром Лоуренсом Амоном. Главную роль в фильме исполнил Энди Лау. 

## Сюжет
Продолжение фильма, которое охватывает период жизни Ли Рока с начала 1960-х годов по 1980 год, когда он обладал практически неограниченной властью. Его соперник Нган Тунг(Пол Чун) фактически начинает открытую войну против Ли Рока. В это же время в Гонконг возвращается его первая любовь (Чингми Яу) с их подросшим сыном.

## В ролях
- Энди Лау — Ли Рок
- Шарла Чён — Грейс Пак
- Аарон Куок — Билл Ли
- Чингми Яу — Роуз
- Ын Мантат — Пигги
- Чарльз Хынг — сержант Лам Конга
- Виктор Хо — Хау
- Луис Рот — комиссар Алан
- Вонг Чи Ген — детектив Енг
- Питер Чан — Кирин
- Джон Уэйкфилд — переводчик
- Дэйв Лэм — детектив Так
- Вай Чинг — сержанта на собрании
- Вонг Сиу-Минг — детектив с пистолетом в ночном клубе